# Richard Kleindienst
Pour les articles homonymes, voir Kleindienst.
Richard Gordon Kleindienst, né le 5 août 1923 à Winslow (Arizona) et mort le 3 février 2000 à Prescott (Arizona) d'un cancer du poumon, est un avocat et homme politique américain. Membre du Parti républicain, il est procureur général des États-Unis entre 1972 et 1973 dans l'administration du président Richard Nixon.

## Biographie
Richard Kleindienst est né à Winslow dans l'Arizona. Après s'être engagé dans l'armée de l'air américaine de 1943 à 1946, il étudia à la faculté de droit de Harvard. Membre de la Chambre des représentants de l'Arizona entre 1953 et 1954, il exerce le droit dans le secteur privé jusqu'en 1969.
En 1964, il se présente comme candidat républicain au poste de gouverneur de l'Arizona mais échoue. Il est procureur général adjoint des États-Unis (United States Deputy Attorney General) dans l'administraiton de Richard Nixon de 1969 à 1972, puis est nommé procureur général des États-Unis (United States Attorney General) le 12 juin 1972. Quelques jours plus tard, après le cambriolage du Watergate, Gordon Liddy, membre du Comité pour la réélection du Président, lui demande d'intervenir pour libérer l'équipe de poseurs de micros qui a été arrêtée. Richard Kleindienst refuse mais n'ouvre pas une instruction pour autant. Au cours du scandale qui s'ensuit, Kleindienst démissionne le 30 avril 1973, en même temps que les conseillers du président Bob Haldeman, John Ehrlichman et John Dean. Condamné pour parjure, il écope d'une peine de prison avec sursis.